# المدينة الإعلامية قطر
المدينة الإعلامية قطر هي مركز إعلامي أنشأته الحكومة في دولة قطر عام 2019 بموجب القانون الأميري رقم 13 في عام 2019، ويعمل بصفة جهة تنظيمية وتطويرية واستثمارية لقطاعَي الإعلام والصناعات الإبداعية. تعمل المدينة ضمن إطار قانوني خاص يوفّر حوافز، من بينها الملكية الأجنبية الكاملة والإعفاءات الضريبية.

## الموقع
تقع مكاتب المدينة الإعلامية قطر في منطقة الأعمال بالخليج الغربي في الدوحة. وفي سبتمبر 2024 أكّدت المدينة انتقال مقرّها الدائم إلى مشيرب قلب الدوحة.

## التاريخ

### 2019–2020
في 30 مايو 2019 أصدر صاحب السمو الأمير الشيخ تميم بن حمد ال ثاني القانون الأميري رقم 13 لسنة 2019، مُنشئًا المدينة الإعلامية قطر منطقةً إعلامية تتمتع بشخصية خاصة وميزانية مستقلة. خلال عامها التشغيلي الأول ركزت المدينة على وضع الأطر اللازمة لجذب الشركات الإعلامية وبناء الشراكات، وقدّمت حوافز مشابهة لتلك المتاحة في المناطق الحرة في قطر، من بينها: إعفاء ضريبي يصل إلى 20 عامًا، ملكية أجنبية كاملة، ولوائح مبسَّطة. وتستطيع الشركات المعتمَدة مسبقًا من المدينة التسجيل عبر مركز قطر للمال والعمل تحت مظلتها.

### 2021–2023
فبراير: 2021 وقّعت المدينة الإعلامية قطر اتفاقية مع شبكة يورونيوز الأوروبية لافتتاح مكتب إقليمي وأكاديمية يورونيوز لتدريب الإعلاميين. بدأت الأكاديمية بتقديم دورات تدريبية باللغتين العربية والإنجليزية، بالتعاون مع كليات إعلام وجامعات محلية. كما التزمت الشبكة بإنتاج محتوى من قطر حول الأعمال والثقافة والشؤون الجارية.
2022: أبرمت المدينة اتفاقًا لعدة سنوات مع مجموعة ONE السنغافورية، المالكة لمنصة بطولة ون، المتخصصة في الفنون القتالية والإعلام الرياضي، تضمنت إنتاج حلقات الموسم الثاني من برنامج The Apprentice: ONE Championship Edition.

### 2024 – الحاضر
في عام 2024، شرعت المدينة الإعلامية قطر في تنفيذ استراتيجية للتكامل وأطلقت سلسلة من المبادرات جديدة. ففي يناير، وقّعت مذكرة تفاهم مع مركز قطر للمال لتسهيل عملية تأسيس الشركات الإعلامية. وبموجب هذه الاتفاقية، يتولى المركز تسجيل الشركات التي تمت الموافقة عليها مسبقًا من قبل المدينة الإعلامية قطر، ومنحها التراخيص اللازمة للعمل في قطر. كما يتولى المركز معالجة الإجراءات الإدارية والقانونية، مثل تأسيس الشركات والمسائل الضريبية، بينما تشرف المدينة الإعلامية على الامتثال للوائح الإعلامية.
وفي فبراير 2025، أعلن مسؤولو شبكة "CNN" والمدينة الإعلامية قطر عن اتفاق لإنشاء مركز إقليمي في الدوحة. وبموجب هذه الاتفاقية، ستُنشئ "CNN" مركزًا لإنتاج المحتوى في المدينة الإعلامية قطر، يُضاف إلى حضورها القائم في أبوظبي ودبي، بهدف إنتاج محتوى رقمي وبرنامج أسبوعي للعرض على سي إن إن انترناشيونال.
وفي أبريل 2025، وسّعت وكالة الأنباء الألمانية وكالة الأنباء الألمانية عملياتها في الشرق الأوسط، وأعلنت عن افتتاح مكتب لها في المدينة الإعلامية في قطر.
وفي مايو 2025، أعلنت المدينة الإعلامية قطر أن مجموعة بلومبرغ الإعلامية ستوسّع عمليات البث الخاصة بها في قطر من خلال إنشاء استوديو جديد وموسع في الدوحة.

## الإطار القانوني والحوكمة
يُخوِّل النظام الأساسي المدينة الإعلامية قطر صلاحية ترخيص الشركات الإعلامية وإصدار اللوائح المنظمة لها. وفي أواخر 2019 تعيّن مجلس إدارة برئاسة سعادة الشيخ د. عبد الله بن علي بن سعود آل ثاني. كما أن الشركات تُسجَّل عبر مركز قطر للمال ولكنها تعمل وفق قواعد المدينة الإعلامية قطر.
وفي أغسطس 2024، عُيّن المهندس جاسم محمد الخوري رئيسًا تنفيذيًا للمدينة الإعلامية قطر.

## المبادرات

### منتدى قطر الاقتصادي
في سبتمبر 2020، وقّعت المدينة الإعلامية قطر اتفاقية مع مجموعة بلومبرغ الإعلامية لإطلاق "منتدى قطر الاقتصادي بالتعاون مع بلومبرغ". عُقدت النسخة الأولى في الدوحة عام 2021، ومددت الشراكة حتى 2027 خلال نسخة عام 2023.

### منتدى قطر للرياضات الإلكترونية
تستضيف المدينة الإعلامية قطر «منتدى قطر للرياضات الإلكترونية» الذي أُطلِق بالتعاون مع شركة SNRG في مايو 2024.